# Antonio Miguel Carmona Sancipriano
Antonio Miguel Carmona Sancipriano (Madrid, 26 de gener de 1963) és un economista, militar, pilot i polític espanyol del Partit Socialista Obrer Espanyol (PSOE).

## Biografia

### Primers anys
Nascut el 26 de gener de 1963 a Madrid, es va afiliar a les Joventuts Socialistes amb 16 anys. Es va llicenciar en Ciències Econòmiques per la Universitat Complutense de Madrid i va obtenir també una diplomatura en Comunitats Europees per la Universitat d'Alcalá. Posteriorment es va doctorar en Econòmiques. Es va afiliar al Partit Socialista Obrer Espanyol (PSOE) el 1986. Militar de l'Exèrcit de l'Aire, durant la seva joventut també va obtenir una llicència de pilot privat.

### Política regional
Candidat al lloc 32 de la llista de la coalició PSOE-Progressistes a les eleccions a l'Assemblea de Madrid de 1999, es va convertir en diputat de la cinquena legislatura del parlament regional. Va dimitir com a diputat el 12 de desembre de 2002, assumint responsabilitat política després d'efectuar una broma sobre el desastre del Prestige.
El 2004 va desafiar el lideratge de Rafael Simancas dins el Partit Socialista de Madrid-PSOE i va organitzar un corrent intern crític conegut com a «Grup Socialdemòcrata». Va tornar al parlament autonòmic en la seva novena legislatura, després de resultar escollit diputat a les eleccions de 2011.

### Política municipal
Proper a Tomás Gómez, va encapçalar la llista del PSOE per a les eleccions municipals de 2015 a Madrid. Es va convertir en portaveu del grup municipal socialista al consistori, però a l'agost va cedir el càrrec de portaveu a Puri Causapié. El 2018 va sol·licitar la compatibilització del seu càrrec de regidor amb la condició d'oficial reservista de l'Exèrcit de l'Aire.